# Iolaus
Trong thần thoại Hy Lạp, Iolaus (/aɪoʊˈleɪəs/; tiếng Hy Lạp cổ: Ἰόλαος Iólāos) là một vị anh hùng thần thánh của Thebes. Ông nổi tiếng với vai trò là người đánh xe ngựa và là bạn đồng hành của Heracles trong việc giúp đỡ Heracles thực hiện chiến công của mình. Ông còn là một  thành viên trong nhóm thủy thủ Argonaut.

## Gia đình
Iolaus là con trai của Iphicles và Automedusa, con gái vua Alcathous của xứ Megara. Ông cưới Megara và có với bà một người con gái tên là Leipephilene. Qua người con gái này, Iolaus được coi là tổ tiên của dòng dõi những vị vua thần thoại, lịch sử của thành Corinth.

## Thần thoại
Iolaus trợ giúp Heracles trong cuộc chiến với mãng xà Hydra, chiến công thứ hai của ông. Thấy con quái vật Hydra nhiều đầu đang giành thế áp đảo trước Heracles khi mỗi cái đầu của nó bị chặt lại có hai cái đầu khác mọc lên thay thế, Iolaus  đã đến giúp Heracles bằng việc đốt cháy mỗi cái cổ khi mỗi cái đầu ở đó bị Heracles chặt đi. Nhờ sự giúp sức của Iolaus, con mãng xà Hydra đã bị đánh bại thành công.
Theo Diodorus Siculus, Heracles đã gửi Iolaus đến Sardinia cùng với chín người con trai của Heracles và năm mươi người con gái của Thespius (các Thespiade) để đánh chiếm hòn đảo này, từ đó hình thành nên người Iolei.
Iolaus và những người Thespian được chôn cất tại Sardinia sau khi họ qua đời.
Gaius Julius Solinus nói rằng: "Những người được ông (Iolaus) đặt tên là Iolian đã lập nên một ngôi đền bên mộ ông, bởi vì ông đã giúp cho người ở Sardinia thoát khỏi bệnh tật".

## Sự kiện, sự vật được đặt theo tên của Iolaus
Thế vận hội Iolaia hay Iolaea (tiếng Hy Lạp: Ιολάεια) là một thế vận hội với các sự kiện thi đấu thể dục dụng cụ và cưỡi ngựa, nó được tổ chức hàng năm tại Thebes để tôn vinh Iolaus. Người dành chiến thắng tại Iolaea được trao vương miện bằng vòng hoa sim.
Một chi bướm thuộc họ Bướm xanh là Iolaus được đặt theo tên của ông.
Một hành tinh ngoài Hệ Mặt Trời quay quanh ngôi sao HAT-P-42 (hiện tại có tên là Lerna) được đặt theo tên của ông như một phần dự án NameExoWorlds của IAU.